# América noticias (Perú)
América noticias es el servicio informativo de la cadena de televisión abierta peruano América Televisión creado en 1996 en reemplazo del noticiero central Primera Plana. Al mismo tiempo, es un complemento del sistema informativo de Canal N.
Emite todo lo que sucede en el ámbito nacional e internacional, tanto noticias como enlaces en directo. Produce y emite cinco ediciones a la semana y también gestiona su sitio web y páginas en redes sociales. Aborda principalmente temas policiales, en los que muestra con indignación las quejas de las víctimas de la delincuencia, y temas de entretenimiento del canal. El resto de contenidos solo se resumen, por lo que los temas de investigación se emiten en su dominical Cuarto poder, mientras que la cobertura permanente de temas políticos, económicos y sociales se emite en su canal hermano Canal N.

## Historia
La edición central de América noticias salió por primera vez al aire el 21 de octubre de 1996 a las 8:00 p. m., reemplazando al noticiero Primera plana que se emitía desde junio de 1986; el noticiero central fue un sistema que comprendía además el noticiero matutino "Primera edición" (lanzado el 17 de mayo de 1993), el fenecido programa periodístico La revista dominica (1991-1999 y 2001-2002) y el también desaparecido magacín Fin de semana (1995-1999). Los primeros presentadores de la edición central fueron Pablo Cateriano (que también era director general) y Claudia Doig, quienes condujeron antes Primera plana desde 1993. "Primera edición" era conducido por Arturo Pomar, Ana María Mejía, Sol Carreño y Pablo Cateriano, sustituido en 1994 por Federico Salazar.
El 21 de febrero de 2000 fue cambiado el horario del informativo estelar a las 10 de la noche y a la vez reduciendo su duración a 30 minutos. Además, Claudia Doig dejó el programa tras casi una década ininterrumpida.
Debido a un reportaje emitido por el programa periodístico "Tiempo Nuevo" conducido por Nicolás Lúcar el 28 de enero de 2001, acusando al expresidente Valentín Paniagua de haber recibido dinero de un testaferro de Vladimiro Montesinos para financiar su campaña electoral, los directores y conductores de América Noticias se indignaron y optaron por renunciar, por lo cual el sistema informativo quedó totalmente suspendido al día siguiente.
La edición central retornó semanas después totalmente renovada y reducida a media hora, bajo la dirección del periodista mexicano Félix Cortés Camarillo y la conducción de Álvaro Maguiña y Jessica Tapia. Poco después se volvió a emitir el noticiero matutino, esta vez bajo el nombre de "América Hoy" conducido por Martín Del Pomar y Mabel Huertas; además de contar con un bloque misceláneo con Mathías Brivio y Fiorella Rodríguez. En el 2002 se prescindió de esa segunda parte.
En 2002, con la administración de la junta de acreedores del canal, se hacen cambios en el servicio, la edición central vuelve a ser presentada por Pablo Cateriano y Claudia Doig, además de volver a durar una hora, y la edición matinal pasó a llamarse Un Nuevo Día conducido por Sol Carreño (que regresa a América Televisión después de un año) y Carlos Cornejo (que vino de Canal N).
En junio de 2003, ya con la administración de Grupo Plural TV, se hace una reingeniería total del noticiero, cambiando de logo, escenografía, cortina musical, asumiendo la dirección general Julio Aliaga, la edición central comenzó a ser conducida por Claudia Cisneros y Raúl Tola (que vino de Canal N), y Un Nuevo Día por Federico Salazar (que regresa a América luego de 2 años) y Verónica Linares (que era reportera en Panamericana Televisión), debido a la crisis que pasaba dicho canal. De igual forma, Fiorella Rodríguez se unió a la conducción del bloque de espectáculos del matutino Un Nuevo Día. Al mismo tiempo, se añadieron dos nuevas ediciones de América Noticias: Mediodía y Sabatina, ambos bajo la conducción de Verónica Linares. La edición mediodía se emitía por media hora de Lunes a Viernes desde las 12:30 hasta la 1 pm., y en el caso de la edición sabatina su horario era cada Sábado de 7 a 8:30 am.
En 2004, Jessica Chahud y Guillermo Gonzales ingresan para conducir la edición sabatina. En mayo de ese mismo año, la edición matinal por problemas de homonimia con el matutino del Canal 9 de Arequipa retomó el nombre de América Noticias: Primera Edición. Asimismo, en septiembre de dicho año la periodista Mávila Huertas ingresó a la edición central, quien volvió a América luego de 3 años para reemplazar a Claudia Cisneros hasta el 2020. Huertas además de presentadora, asumió la elaboración de reportajes y entrevistas.
En octubre de ese año 2004, Julio Aliaga decide renunciar la dirección de América Noticias debido a un sesgo a favor del entonces presidente Alejandro Toledo luego de exigir disculpas públicas a Carlos Espá (conductor de Cuarto poder) y Rosana Cueva (directora del programa mencionado) hacia el presidente por la investigación de las firmas falsas de Perú Posible, demostrando la falta de libertad de expresión, tanto Espá como Cueva decidieron renunciar por el desacuerdo con Aliaga. Entonces asume la dirección general de prensa de América Televisión Laura Puertas Meyer, primera mujer en asumir el cargo.
En noviembre de ese año 2004, la edición mediodía modificó su horario, pasó a emitirse de 12 a 12:30 pm. debido al estreno del magazine Lima Limón en el horario de 12:30 a 2 pm.
En 2005, Peter Román ingresa a la edición sabatina en reemplazo del periodista Guillermo Gonzales. A finales de ese mismo año, Fiorella Rodríguez quien conducía el bloque de espectáculos del matutino "Primera Edición", se retiró pero volvió en septiembre de 2010.
En febrero de 2006, Johanna San Miguel ingresó para conducir el bloque de espectáculos de "Primera Edición" en reemplazo de Fiorella Rodríguez y laboró hasta agosto de 2010. El domingo 9 de abril y domingo 4 de junio de ese año, se emitió en conjunto con Canal N la cobertura Voto 2006 enfocada en las Elecciones generales de Perú de 2006, y el domingo 19 de noviembre de ese mismo año nuevamente se emitió la cobertura ahora enfocada en las Elecciones regionales y municipales de Perú de 2006. En el transcurso de este año, Angélica Valdés ingresa a la edición sabatina en reemplazo de la conductora Jessica Chahud. Por otro lado, la edición matinal obtuvo el Premio Paoli y fue otorgado a los presentadores Linares y Salazar en la categoría Best Entertainment TV Reporter.
A partir de enero de 2007, el horario de la edición sabatina pasó a ser de dos horas, de 7 a 9 am. Sin embargo, desde el año 2019 en adelante, la edición se emite por tres horas, desde las 6 hasta las 9 am.
En octubre de 2010, se lanzó la edición dominical de América Noticias y estuvo bajo la conducción de Fernando Llanos y Pamela Acosta. En 2015, Acosta se retiró y en su lugar ingresó Valerie Vásquez de Velasco hasta 2021. Desde 2023, la periodista Paola González conduce la edición dominical. Llanos continuó en la conducción del noticiero y en otros programas de Canal N hasta su salida en 2024. Tras ello, Juan Carlos Alcántara ingresó a la edición dominical en reemplazo de Fernando Llanos.
En 2011, la edición mediodía se renovó, su horario pasó a ser una hora de 11:30 am. a 12:30 pm., y desde ese entonces cuenta con bloque de espectáculos ya que Fiorella Rodríguez se unió para acompañar a Verónica Linares. Al mismo tiempo, Laura Puertas se retiró de la dirección y a la vez el periodista Raúl Tola renuncia a la edición central, mientras que Hugo Coya renunció a la producción general de prensa. El presentador fue reemplazado por Christian Hudtwalcker y posteriormente por René Gastelumendi quien condujo hasta 2021. 
Desde enero de 2012, el servicio estuvo dirigido por la periodista colombiana Clara Elvira Ospina, siendo la segunda mujer en asumir el cargo, quien inició un proceso de reorganización al área informativa, el cual concluyó el 31 de julio de ese mismo año con la renovación y el lanzamiento de la nueva imagen del noticiero. Desde el mes de marzo de ese mismo año, la edición mediodía modificó nuevamente su horario y esta vez de forma definitiva, de 12 a 1 pm. El 31 de julio de 2012, con la renovación de los noticieros, Alvina Ruíz se unió a la conducción de la edición mediodía y trabajó hasta 2021. Tiempo después, Karina Borrero ingresó para reemplazar a Verónica Linares en el noticiero meridiano hasta el año 2020.. Por otra parte, Evelyn Kahn ingresó a la edición sabatina en reemplazo de Peter Román y condujo hasta 2024. Asimismo, Silvia Cornejo ingresó para conducir el bloque de espectáculos de la edición sabatina. 
Desde el año 2014, Silvia Cornejo se encargó de conducir el bloque de espectáculos de las ediciones Mediodía, Central y Sabatina. En el caso de Fiorella Rodríguez, condujo únicamente el bloque de espectáculos de Primera Edición desde ese entonces hasta septiembre de 2015, siendo reemplazada un mes después por Rebeca Escribens quien continúa hasta la actualidad.  
La plataforma televisiva de América Noticias está comprendida por tres ediciones diarias de lunes a viernes (primera, mediodía y central), ediciones (sabatina y dominical), además de los programas periodísticos relacionados Domingo al día y Cuarto poder.
Desde enero del año 2016, Natalie Vértiz se encargó de conducir el bloque de espectáculos de las ediciones "Mediodía", "Central" y "Sabatina". Desde el 3 de junio de ese mismo año, el noticiero inició sus transmisiones en HDTV solo en los estudios, para esa emisión histórica estuvieron Federico Salazar y Verónica Linares, las notas y los enlaces todavía seguían emitiéndose en SD. Recién desde el 28 de julio de 2017, se emite en HD el noticiero al 100%.
El 17 de enero de 2017, se emitió "América Noticias Digital" por internet a través de Facebook Live, de lunes a viernes a la 1:30 p.m.
El 15 de diciembre de 2017, coincidiendo con el 59 aniversario del canal, se estrena la actual escenografía y paquete gráfico del noticiero.
Desde enero del año 2019, Valeria Piazza forma parte del equipo de América Noticias, y se encarga de conducir el bloque de espectáculos de la edición Central, y a la vez, Silvia Cornejo se reincorporó y durante todo el 2019 condujo el bloque de espectáculos de las ediciones Mediodía y Sabatina. A partir del año 2020, Valeria Piazza conduce el bloque de espectáculos de las ediciones Mediodía y Central.
El 31 de diciembre de 2020, el servicio hace modificaciones en sus programas. Karina Borrero (quién conducía la Edición Mediodía), pasó a la Edición Central, reemplazando a Mávila Huertas, quien pasó a ser conductora del programa Cuarto poder, tras la salida de Augusto Thorndike y Sol Carreño.
El 24 de abril de 2021, Clara Elvira Ospina deja de ser la directora periodística, el cargo fue asumido semanas después por el periodista Gilberto Hume Hurtado, quien a su vez retomó la dirección de Canal N luego de 20 años. Sin embargo, debido a que el canal apoyó supuestamente a la candidata de Fuerza Popular Keiko Fujimori, los conductores de la Edición Central René Gastelumendi y Karina Borrero renunciaron a sus labores siendo reemplazados por Gunter Rave y Alvina Ruiz, mientras que en la edición mediodía que conducía Ruiz fue reemplazada por Carla Tello, proveniente de Canal N. Desde el mes de junio de ese mismo año, Fátima Chávez conduce la edición sabatina en reemplazo de Angélica Valdés.
El 17 de octubre de 2022, Rosana Cueva asume el cargo de productora general de noticias tanto de Canal N como América Noticias. Asume el cargo en reemplazo de Ronald Velarde, quien venía desempeñando dicho cargo por seis años.
En diciembre de 2023, Rosana Cueva es ascendida como directora general de noticias de América Televisión y Canal N, luego de que los directivos del Grupo Plural TV despidieran a Gilberto Hume, por su sesgo a favor de Keiko Fujimori y truculencia en ambos medios. De esta manera, Cueva se convierte en la tercera mujer en asumir un cargo importante en el área periodística en ambos medios, luego de Laura Puertas y Clara Elvira Ospina.
En diciembre de 2024, la periodista Alvina Ruiz quien desde 2021 conducía la edición central anunció su salida de América Televisión después de haber laborado por 19 años. Ese mismo mes, la nueva presidenta del Grupo Plural TV, Maki Miró Quesada, anunció cambios editoriales en el programa dominical Cuarto poder, como parte de la reestructuración del canal, y anunció que el informativo incorporaría segmentos políticos con miras a las elecciones de 2026.
En enero de 2025, presentaron a Sofía, una presentadora virtual guiada por inteligencia artificial que ofrece una selección de noticias destacadas del día. El portal afirma que un grupo de personas supervisa las noticias para garantizar su autenticidad.  A la vez, la edición central pasó a emitirse a las 11 pm., y Carla Tello pasó a ser la conductora en reemplazo de Alvina Ruíz. De igual forma, la edición mediodía pasó a ser conducida por Angélica Valdés quien retorna a América Noticias después de cuatro años. El 9 de junio de ese mismo año, Drusila Zileri ingresa a la conducción de la edición central y Carla Tello retorna a la edición mediodía.

## Conductores

### Conductores en la actualidad
| Edición              | Presentadores                          | Deportes (AD)        | Espectáculos (AE) |
| -------------------- | -------------------------------------- | -------------------- | ----------------- |
| Primera Edición (PE) | Federico Salazar y Verónica Linares    | Óscar del Portal     | Rebeca Escribens  |
| Mediodía (EM)        | Carla Tello                            | Richard de la Piedra | Valeria Piazza    |
| Central (EC)         | Drusila Zileri                         | Richard de la Piedra | Valeria Piazza    |
| Sabatina (ES)        | Fátima Chávez                          |                      |                   |
| Dominical (ED)       | Juan Carlos Alcántara y Paola González |                      |                   |

## Ediciones regionales
Hace muchos años atrás, se implementó un proyecto de creación de noticieros regionales emitidos en vivo, con sets y conductores locales para su emisión en cada una de las repetidoras al interior del país, cada una con infraestructura y equipamiento propio para la producción de programas de entretenimiento, noticieros, entre otros. Dentro de los primeros noticieros regionales que se lanzaron están Piura, Arequipa, Cuzco, Trujillo y Chiclayo; bajo la producción de sus propios corresponsales.

## Directores periodísticos
- Pablo Cateriano Bellido (octubre 1996-enero 2001 y junio de 2002-junio 2003)
- Félix Cortés Camarillo (febrero 2001-junio 2002)
- Julio Aliaga (junio 2003-octubre 2004)
- Laura Puertas Meyer (octubre 2004-diciembre 2011)
- Clara Elvira Ospina (enero 2012-abril 2021)
- Gilberto Hume Hurtado (abril 2021-diciembre 2023)
- Rosana Cueva (diciembre 2023-presente)

## Logotipos
- (1996-2001): El primer logo estuvo diseñado con el texto "américa" en tipografía Helvética Bold, debajo de ello aparecía el entonces logo del canal y el texto "NOTICIAS" en tipografía Times New Román.
- (2001-2003): Este segundo logo constó con el texto "américa" en color rojo y su tipografía siguió siendo Helvética Bold, debajo de este aparecía una marquesina azul que contenía "NOTICIAS-NOTICIAS-NOTICIAS" en blanco (a excepción el segundo que aparecía en color amarillo).
- (2003-2006): Este logo se trató de un cuadrado redondeado, dentro de ello aparecía "aN" (la letra "a" tuvo un detalle de flecha). Debajo del cuadrado, se encontraba el texto "américa NOTICIAS" en dos líneas. Asimismo, el logo era de color blanco y posteriormente plateado sobre fondo rojo.
- (2006-2009): Este logo constó con el cuadrado redondeado en blanco, dentro de ello aparecía "aN" en color naranja (la letra "a" ya no tuvo el detalle de flecha). Debajo del cuadro se encontraba el texto "américa noticias" en una sola línea, la palabra "américa" fue de color blanco y la palabra "noticias" de color naranja.
- (2009-2012): Este logo ya no constó con el cuadrado redondeado, ahora "aN" tenía una perspectiva 3D y su color fue blanco. Asimismo, su fondo era diferente en cada edición: Rojo para Mediodía, Morado para Central, Azul para Sabatina y Celeste para Dominical.
- (2012-2016): La versión del logo del canal sobre fondo rojo y debajo aparecía el texto "NOTICIAS" en color blanco. El matutino "AN: Primera Edición" adoptó por primera vez los logos, escenografías y detalles gráficos de América Noticias, uniformizando su identidad con los demás noticieros.
- (2016-presente): El logo actual del canal sobre fondo rojo y debajo aparece el texto "noticias", ambos en color blanco. Asimismo, cada edición está abreviada así: PE (Primera Edición), EM (Edición Mediodía), EC (Edición Central), ES (Edición Sabatina) y ED (Edición Dominical). Del mismo modo para los bloques como: AD (América Deportes), AE (América Espectáculos).

## Premios y nominaciones
| Año  | Premio                       | Categoría                                                                  | Resultado | Ref.   |
| ---- | ---------------------------- | -------------------------------------------------------------------------- | --------- | ------ |
| 2006 | Premios Luces de El Comercio | Mejor noticiero                                                            | Ganador   | [ 15 ] |
| 2006 | Premios Luces de El Comercio | Mejores conductores de noticiero (por Federico Salazar y Verónica Linares) | Ganador   | [ 15 ] |